# لاتام الأرجنتين
شركة لاتام الأرجنتين المعروفة سابقًا باسم لان أرجنتينا كانت شركة طيران مقرها في بوينس آيرس ، الأرجنتين ، وعضوًا في مجموعة مجموعة لاتام الجوية.

## التاريخ
قبل استحواذها من قبل طيران لان التشيلية، كانت تعرف بإيرو 2000. أصبحت لان أرجنتينا عضوا تابعا لتحالف عالم واحد في 1 أبريل 2007، وهو تحالف شركات الطيران. تمتلك شركة طيران لان حصة تبلغ (49٪)، أما المستثمرون الأرجنتينيون (51٪).
أعلنت شركة مجموعة لاتام الجوية الشركة الأم لشركة لاتام الأرجنتين في 17 يونيو 2020، أنها ستوقف عمليات الشركة التابعة، مع إعادة جميع الطائرات إلى المؤجرين وتسريح جميع الموظفين على الفور.

## الوجهات
قامت لاتام الأرجنتين بتشغيل خدمات محلية مجدولة من بوينس آيرس إلى باريلوتشي وقرطبة وكومودورو ريفادافيا وإل كالافاتي ومندوزا وبويرتو جواسيو ونيوكوين وريو غاليغوس، سانتا كروز وسالتا وسان خوان وسان ميغيل دي توكومان وأوشوايا والخدمات الدولية إلى ليما وميامي وبونتا دل إيستي وسانتياغو وساو باولو. كانت قواعدها الرئيسية هي مطار خورخي نيوبري لعملياتها قصيرة المدى ومطار الوزير بيستارينيي الدولي لعملياته لمسافات طويلة، وكلاهما يقع في بوينس آيرس.

## الأسطول

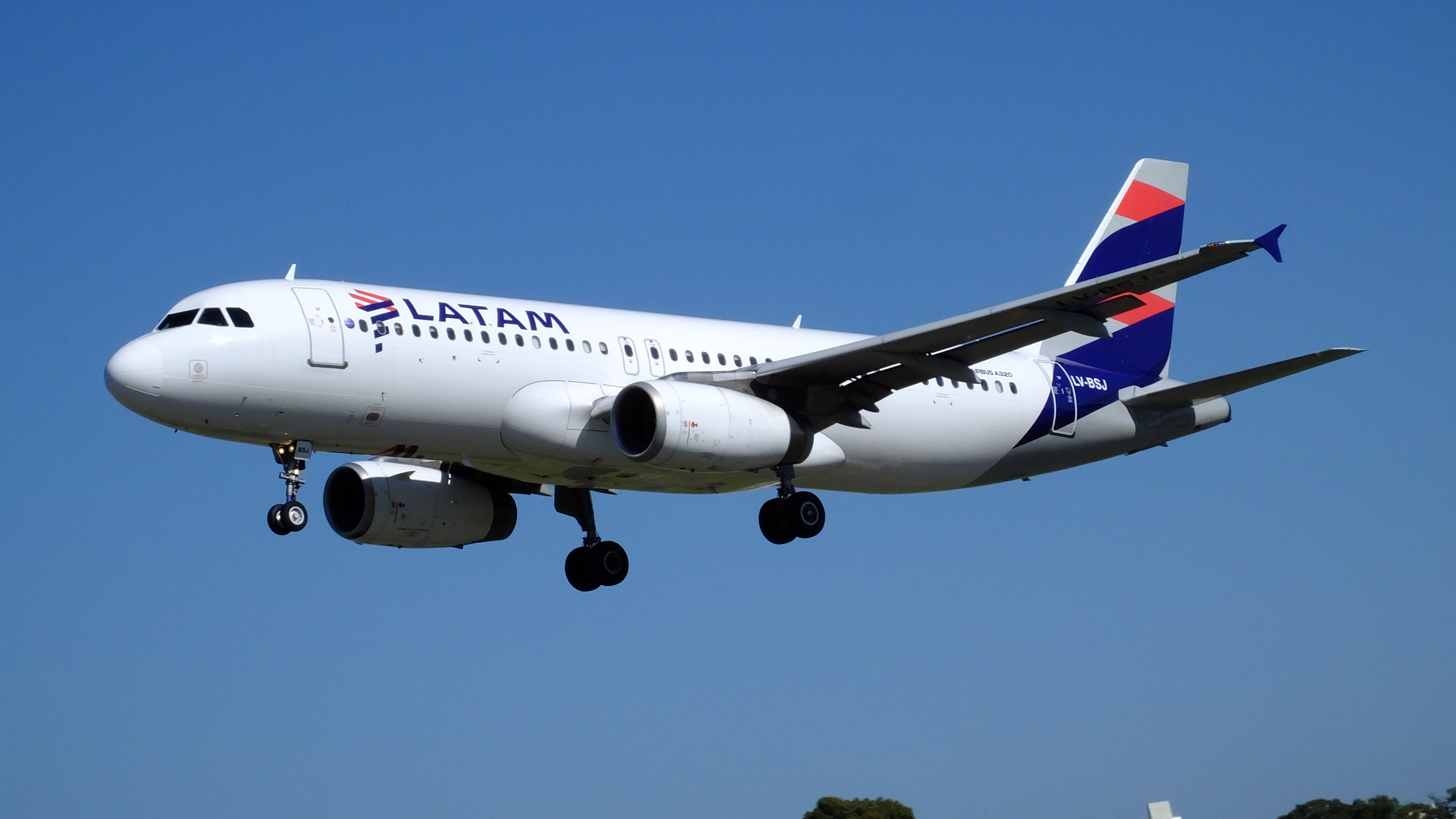
طائرة إيرباص إيه 320 تابعة للشركة

في الوقت الذي توقفت فيه شركة الطيران عن العمل في يونيو 2020 ، كان أسطول لاتام الأرجنتين يتألف من الطائرات التالية:
| الطائرة            | في الخدمة | مطلوبة | الركاب       | الركاب   | الركاب  | ملاحظات                  |
| الطائرة            | في الخدمة | مطلوبة | رجال الأعمال | السياحية | المجموع | ملاحظات                  |
| ------------------ | --------- | ------ | ------------ | -------- | ------- | ------------------------ |
| إيرباص إيه 320-200 | 13        | —      | —            | 168      | 168     | عادت إلى خطوط لان الجوية |
| المجموع            | 13        | —      |              |          |         |                          |

### الأسطول التاريخي
قامت لاتام الأرجنتين سابقاً بتشغيل الطائرات التالية:
| الطائرة       | المجموع | أدخلت | سحبت | ملاحظات                      |
| ------------- | ------- | ----- | ---- | ---------------------------- |
| بوينغ 737-200 | 5       | 2005  | 2008 | 4 مستأجرة من خطوط لان الجوية |
| بوينغ 767     | 11      | 2006  | 2019 |                              |

## وصلات خارجية
- الموقع الرسمي